# Atentatele din 11 martie 2004 de la Madrid

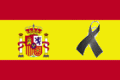
Steagul Spaniei cu fundă

Atentatele din 11 martie 2004 de la Madrid au avut loc în dimineața zilei, când zece rucsacuri încărcate cu TNT au explodat în patru trenuri din Madrid (Spania) în timp ce intrau și ieșeau pasageri din patru stații diferite.
Exploziile au avut loc simultan, între 7:39 și 7:42 dimineața în stațiile Atocha (3 bombe), El Pozo del Tío Raimundo (2 bombe) și Santa Eugenia (1 bombă) și o a patra în calea Téllez spre Atocha (4 bombe). Forțele de securitate au găsit și alte trenuri încărcate cu explozibil, după cele declarate de ministrul de interne spaniol Ángel Acebes, ce aveau să fie detonate la ajungerea ambulanțelor.

## Gravitatea atentatelor
Atacul s-a soldat cu cel puțin 200 de morți (dintre aceștia 181 în momentul efectiv al exploziilor) și 1467 răniți, număr cu care devine al doilea cel mai puternic atac suferit de Europa în timpuri de pace, după atacul aerian (asupra unui avion Pan Am) din Lockerbie pe 21 decembrie 1988. 
Poliția a detonat mai multe bombe care aveau să explodeze în stații. Un total de 13 bombe au fost pregătite pentru atacul ce a avut loc cu trei zile înainte de alegerile generale.
Patruzeci și unu de morți erau cetățeni străini, printre care cincisprezece proveneau din România, câte cinci din Ecuador și Peru, patru din Polonia, trei din Columbia, doi din Honduras, și câte unul din Bulgaria, Chile, Cuba, Republica Dominicană, Guineea-Bissau, Franța și Maroc.
```
O ipoteză importantă este cea lansată de guvernul spaniol care incriminează Organizația Separatistă Bască (
ETA
). Altă ipoteză, cea lansată de un ziar arab apărut la 
Londra
, citează o declarație posibil aparținând 
Al-Qaidei
 în care organizația revendică atentatul motivată fiind de sprijinul acordat de 
José María Aznar
 guvernului american, după 
Atentatele din 11 septembrie 2001
 de la 
New York
.
```

### ETA
În primă fază, atentatul a fost atribuit, de către guvern și majoritate mediilor de comunicație, organizației ETA. Garda Civilă a dejucat deja numeroase planuri atribuite organizației separatiste și pe 29 februarie a capturat peste 500 kg de explozivi și a arestat presupuși membri ai ETA. Explozivii erau de același tip ca cel folosit la atentatele de la Madrid. (Acest lucru pare să fie dezmințit în ultimele informații de la Interne).
Totuși, ETA obișnuia să anunțe înainte de atacurile sale indiscriminante, iar înainte de acest atac nu a existat nici un anunț. Directorul Europol, Jürgen Storbeck, a precizat că exploziile "nu corespund cu modus operandi pe care ETA l-a adoptat până acum". În plus, ținând cont că atacurile se produc la 2 ani și jumătate după atentatele din 11 septembrie 2001 de la New York (911 zile, iar în engleză atentatul este de obicei referit ca și 9/11), s-ar putea zice că atentatorii urmează tipul celor care atacă în zile cu semnificație importantă pentru ei.
ETA a revendicat responsabilitatea pentru mai mult de 800 de morți de la fondarea sa, în 1968. ETA a atentat și cu alte ocazii în perioada campaniei electorale.

### Al-Qaidasau un grup asemănător
Arnaldo Otegi, lider al partidului politic Batasuna, scos în afara legii pentru legăturile sale cu ETA "respinge în totalitate" acest "masacru" și orice legătură a sa cu atentatul. A sugerat ca ipoteză că vinovați ar fi teroriști islamici ca Al-Qaida, probabil ca răspuns la sprijinul spaniol dat invaziei Irakului. Prima reacție a guvernului a fost să respingă această interpretare, considerând că este vorba de inducerea în eroare a investigației.
În seara/noaptea lui 11 martie, conform Ministrului de Interne al Spaniei, se deschide o nouă linie de investigație, care are să găsească o casetă audio în arabă cu versete din Coran într-o furgonetă, la Alcalá de Henares, de unde veneau trei din cele patru trenuri. În aceeași linie, ziarul 'Al Quds Al Arabi' Al-Quds a primit la sediul său din Londra o scrisoare care afirma că Brigăzile lui Abu Hafs Al Masri, în numele al-Qaidei, rețeaua teroristă a lui Osama bin Laden, se află în spatele atentatelor de la Madrid. Scrisoarea mai zice că atacurile au fost "o reglare de conturi" cu Spania, pe care o acuză de complicitate cu Statele Unite și Regatul Unit, de o "cruciadă contra Islamului".
Mai târziu, au apărut îndoieli în privința autenticității acestui comunicat, deoarece grupul a mai reclamat responsabilitate în numele Al-Qaidei în atentatul contra sinagogilor din Turcia pe 15 noiembrie 2003 și delegației Națiunilor Unite în Bagdad pe 19 august același an.
În noiembrie 2001, autoritățile spaniole au arestat opt oameni suspectați de a opera pentru al-Qaida, unul dintre ei având relații în trecut cu ETA. Osama bin Laden a amenințat public în 2003 cu acțiuni de pedepsire contra țărilor care vor sprijini Statele Unite în invazia Irakului, indicând foarte clar numele Spaniei, care are 1300 soldați pe pământul irakian la începutul lui 2004.
La orele 14 în ziua de 12 martie, Ministrul de Interne a dat o serie de detalii referitoare la detonare și tipul de exploziv implicat, care pare să sublinieze bănuielile asupra unui grup islamic.

### Antecedente: săptămâna precedentă
Cu o zi înainte, două persoane au distribuit broșuri în regiunea bască, în care se vorbea de atacarea Rețelei Naționale de Căi Ferate Spaniole, RENFE.
Săptămâna anterioară, un grup terorist numit AZF a negociat cu Ministrul de Interne francez, după ce a amenințat că va atenta la rețeaua de căi ferată franceză. AZF era numele unei fabrici care a explodat accidental, conform informațiilor oficiale, în orașul Toulouse, la câteva sute de kilometru de frontiera cu Spania, pe 21 septembrie 2001, la doar zece zile de la momentul 11 septembrie 2001. Până în ziua de azi, nu s-au găsit legături între aceste două evenimente.

## Reacții politice și sociale

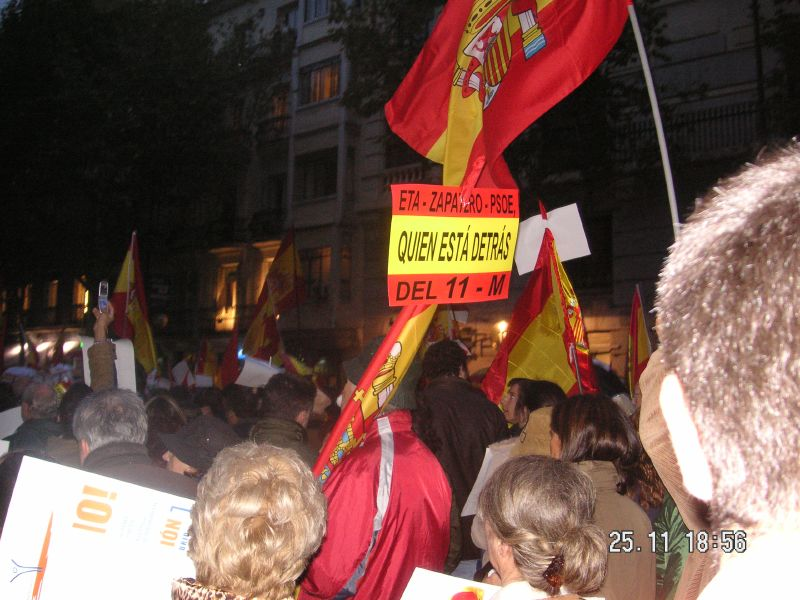
Manifestaţii la Puerta del Sol (Madrid) contra atentatului

### Pe plan național
- La numai trei zile înainte de alegerile generale, principalele partide politice din Spania și-au suspendat campania electorală ca urmare a atentatelor.
- Guvernul a decretat trei zile de doliu național și a chemat populația la manifestări în toate orașele principale sub emblema "Cu victimele, cu Constituția, împotriva terorismului".
- Regele Juan Carlos I a ținut un discurs televizat condamnând atentatul. De obicei singura astfel de apariție a regelui la televiziune este cu ocazia sărbătorilor de Crăciun. În discurs el nu a menționat deloc grupările ETA sau Al Qaida.

### Pe plan internațional
- Diverși lideri mondiali și-au exprimat condamnarea lor asupra atentatelor de la Madrid și s-au solidarizat cu victimele. Printre aceștia s-a aflat și prim-ministrul român Adrian Năstase.
- Parlamentul European a declarat ziua de 11 martie "ziua victimelor terorismului".
- Statele Unite oferă sprijinul lor în lupta antiteroristă pentru a găsi responsabilii.
- Israel trimite experți pentru recunoașterea cadavrelor și analiza ADN.
- Amnisty International condamnă atentatele.  Arhivat în 20 iunie 2004, la Wayback Machine.
- Portugalia declară ziua următoare, 12 martie, zi de doliu național.
- În Franța, toate steagurile naționale au fost coborâte în bernă în timpul celor trei zile de doliu din Spania.
- Personalități precum Romano Prodi, Silvio Berlusconi, Jean-Pierre Raffarin și Joschka Fischer au venit pe 12 martie la Madrid pentru a participa la protestele pacifiste de la 7 seara.
- Cea mai mare parte din bursele europene au căzut cu procente între 2 și 3% ca și consecință a atacurilor de la Madrid. Indicele Dow Jones a căzut cu 1,6%. Acțiunile întreprinderilor legate de aviație și turism au fost cele mai afectate.
- În România, drapelul național a fost coborât în bernă, iar ziua de 14 martie a fost declarată zi de doliu național, în solidaritate cu victimele din atentat (la acel moment existau 9 morți, 8 dispăruți și 24 de persoane erau încă internate în spital).

### În română
- Adevărul[nefuncțională]
 - Cel puțin 50 de români - victime în cel mai grav atentat săvârșit vreodată în Europa
- Cine a lovit Madridul: ETA sau Al-Qaida? Arhivat în 13 august 2012, la Wayback Machine., 13 martie 2004, Curierul Național
- Libertatea[nefuncțională]
 - Cine sunt teroriștii?
- Solidaritate[nefuncțională]
, 13 martie 2004, Jurnalul Național
- Tragedie românească, 13 martie 2004, Evenimentul zilei
- Gardianul[nefuncțională]
 - Români pribegi, victime în Războiul Terorii
- Realitatea.tv Arhivat în 7 martie 2016, la Wayback Machine. Milioane de oameni împotriva terorismului
- TVR[nefuncțională – arhivă]
 - Masacru la Madrid
- Ministerul Afacerilor Externe - Știri și Comunicate
- Ministerul Afacerilor Externe - Lista românilor internați în spitale
- Deutsche Welle Arhivat în 20 aprilie 2004, la Wayback Machine. - Revista presei dedicată atentatului
- Deutsche Welle Arhivat în 23 mai 2004, la Wayback Machine. - Anchetă pentru depistarea teroriștilor
- Acasă.ro - Atentat Al-Qaeda la Madrid
- Rol.ro Arhivat în 2 martie 2007, la Wayback Machine. - Cel mai grav atentat din istoria Spaniei
- Rompres Arhivat în 27 septembrie 2007, la Wayback Machine. - Grup operativ la nivelul SGG în urma atentatelor de la Madrid
- Madrid 2004: moartea a venit cu trenul, 11 martie 2005, Evenimentul zilei

### În spaniolă
- CincoDías
- La Vanguardia Arhivat în 14 martie 2004, la Wayback Machine.
- El Semanal Arhivat în 12 octombrie 2008, la Wayback Machine.
- Informații RENFE Arhivat în 4 februarie 2012, la Wayback Machine.
- Informații Ministerul de Interne spaniol Arhivat în 12 martie 2004, la Wayback Machine.
- Lista răniților Arhivat în 12 martie 2004, la Wayback Machine.
- Discursul Regelui Juan Carlos adresat națiunii Arhivat în 23 septembrie 2004, la Wayback Machine.
- Yahoo! News
- Cinco Días
- El Semanal Digital Arhivat în 12 octombrie 2008, la Wayback Machine.
- El País Arhivat în 27 decembrie 2005, la Wayback Machine.
- Gara Arhivat în 12 martie 2004, la Wayback Machine.
- El Mundo
- Cinco Días - Ipoteză referitoare la responsabilității al-Qaida în atentate
- Ministerul de Interne al Spaniei
  - Listă provizorie de răniți Arhivat în 12 martie 2004, la Wayback Machine.
  - Atenție victimelor atentatului de la Madrid Arhivat în 12 martie 2004, la Wayback Machine.

### În engleză
- BBC News
- Raport de știri de la BBC
- Acoperire CNN
- Acoperire deplină Yahoo! Arhivat în 3 aprilie 2004, la Wayback Machine.
- Imagini de la Reuters și AFP Arhivat în 17 februarie 2004, la Wayback Machine.
- Raport de știri de la CBC
- Rezoluția 153 a Consiliului de Securitate ONU
- Reuters